# 林冠臣
林 冠臣（ウェード式：Lin Kuan-Chen、リン・クァンチェン、2002年12月30日 - ）は、台湾の桃園市出身のプロ野球選手（外野手）。右投右打。埼玉西武ライオンズ所属。

## 経歴
中学2年生の時に野球を始め、現地観戦したアーロン・ジャッジに影響を受けた。
ニュースで見た日本の高校野球に憧れて日本への留学を決意し、日南学園高等学校に進学した。
高校卒業後は日本経済大学へ進学。リーグ戦通算で17本塁打を記録した。2学年上に古賀輝希、同学年に大石航がいた。
2024年10月24日に開催されたドラフト会議にて、埼玉西武ライオンズから4位指名を受けた。11月15日に契約金4000万円、年俸1000万円で仮契約した（金額は推定）。背番号は44。担当スカウトは岳野竜也。

## 詳細情報

### 背番号
- 44（2025年[4] - ）